# Lista dos alcaides de Coimbra
Lista dos Alcaides-mores de Coimbra 
- Vasco Pais, foi alcaide-mor de Coimbra (1115 -?);
- D. Pedro Pais da Silva, “O Escacha”, foi alcaide-mór de Coimbra (1115 -?);
- Vasco Afonso ou Vasco Mouro, foi alcaide-mor de Coimbra;
- Martim de Freitas, foi alcaide-mor de Coimbra (1200 -?);
- Gonçalo Mendes de Vasconcelos, foi alcaide-mór de Coimbra (1320 -?);
- D. Álvaro Gonçalves de Ataíde (c. 1390 - 1452), 1.º conde de Atouguia, foi alcaide-mor de Coimbra[1];
- D. Martinho de Ataíde (c. 1415 - 1499), 2.º conde de Atouguia, filho do anterior, foi alcaide-mor de Coimbra, nomeado em 10.02.1452[2];
- D. Gabriel Ponce de León de Lancastre, foi o 7.º Duque de Aveiro (1667 -?)